# Gabriel Le Bras
Gabriel Le Bras (Paimpol, 23 luglio 1891 – Parigi, 18 febbraio 1970) è stato un giurista, sociologo e storico delle religioni francese.
Professore di diritto e membro della École française de Rome (Scuola Francese di Roma, EFR: un istituto francese di ricerca storica, archeologica e di scienze sociali) per il biennio 1925-1926,
Le Bras insegnò all'Università di Strasburgo, e, dal 1931 all'Università di Parigi dove esercitò con la cattedra di Storia del diritto canonico. Fu direttore della V sezione fino al 1965, poi della VI, alla École Pratique des Hautes Études (Scuola Pratica di Alti Studi) e preside della Facoltà di diritto dell'Università di Parigi. Inoltre fu professore all'Institut d'études politiques de Paris (Istituto di Studi Politici di Parigi).
Successore di Louis Canet, divenne, dal 1946 sino alla sua morte, consigliere del ministero degli Affari Stranieri con delega agli Affari Religiosi, e fu eletto membro dell'Académie des sciences morales et politiques (Accademia di scienze morali e politiche) nel 1962. Fu, infine, Presidente dell'associazione degli storici delle facoltà di diritto.
È considerato uno dei maggiori fondatori della Sociologia religiosa in Francia.

## Pubblicazioni
- con Jean Gaudemet (dir.), Histoire du droit et des institutions de l'Église en Occident, Paris, Sirey, 18 t. (dont Prolégomènes, Paris, 1955)
- Les origines canoniques du droit administratif, in "L'évolution du droit public, Etudes en l'honneur d'A. Mestre, Sirey", 1956,

(in cui l'autore dimostra come nel lavoro dei canonisti vengono elaborati numerosi principi che formeranno la trama del diritto amministrativo francese.
Soprattutto gli studiosi moderni rivalutano le osservazioni dell'insigne giurista riconoscendo ai commenti il primo approccio critico sulla competenza ripartita dei compiti istituzionali)
- con Paul Fournier, Histoire des collections canoniques en occident depuis les Fausses Décrétales jusqu'au Décret de Gratien, 2 vol., Paris, 1931; 1932.
- Introduction à l'histoire de la pratique religieuse en France, 2 vol., Paris, 1942; 1945.
- Études de sociologie religieuse, 2 vol., Paris, PUF, « Bibliothèque de Sociologie contemporaine », 1955; 1956.
- Institutions ecclésiastiques de la Chrétienté médiévale, 2 vol., Paris, Bloud & Gay, 1959; 1964.
- con Charles Lefebre et J. Rambaud, L'Âge classique (1140-1378). Sources et théorie du droit, Paris, Sirey, 1965.
- La Chiesa del diritto. Introduzione allo studio delle istituzioni ecclesiastiche, Bologna, 1976.

Hommage à Gabriel Le Bras
- George Cevrier, Études d'histoire du droit canonique dédiées à Gabriel Le Bras, Paris, Sirey, 1965.
- Raoul C. Van Caenegem, Legal historians I have known: a personal memoir, in: Rechtsgeschichte, Zeitschrift des Max-Planck Instituts für europäische Rechtsgeschichte, 2010, S.252-299.